# Vertientes
Vertientes är en ort i Kuba.   Den ligger i provinsen Provincia de Camagüey, i den sydöstra delen av landet, 500 km öster om huvudstaden Havanna. Vertientes ligger 70 meter över havet och antalet invånare är 29 704.
Terrängen runt Vertientes är platt. Runt Vertientes är det ganska tätbefolkat, med 78 invånare per kvadratkilometer. Det finns inga andra samhällen i närheten. Trakten runt Vertientes består till största delen av jordbruksmark.